# Las Pajanosas
Las Pajanosas es una localidad perteneciente al término municipal de Guillena, en la provincia de Sevilla, comunidad autónoma de Andalucía, España. En 2020 contaba con 2188 habitantes.

## Historia
Cercano al municipio de las Pajanosas se encuentran algunos vestigios antiguos de especial interés, sobre todo de origen romano. El origen de las Pajanosas se desconoce aunque siempre ha habido población en torno a la zona. El actual pueblo nació como medio de subsistencia de una serie de familias que a mediados del siglo XIX abrieron lugares para acoger el tránsito de la carretera como eran conocidas entonces "ventas", de ahí el nombre original "Las Ventas de las Pajanosas". Las Pajanosas aparece mencionada en 1861 con motivo del arreglo de la carretera que unía Castilleja de la Cuesta con Badajoz, lo que muestra ya su existencia en tales fechas. 
En épocas recientes se ha propuesto en algunas ocasiones entre los vecinos segregar a las Pajanosas del término municipal de Guillena y constituir su propio ayuntamiento y término municipal. Entre los principales argumentos de los defensores de esta propuesta está el número de habitantes que es de aproximadamente 2200 y la condición histórica de las Pajanosas como un lugar muy ligado a la antigua calzada romana que conectaba Mérida con Itálica. En virtud de esta propuesta la zona de Hato Verde, el Campo de Golf y parte de la zona de monte de la hacienda "El Esparragal" quedarían en el término municipal de las Pajanosas.

## Símbolos
A principios del siglo XXI se adopta la bandera municipal de Las Pajanosas compuesta por tres franjas horizontales de colores rojo, blanco y negro. Actualmente no existe un escudo del municipio, aunque se piensa que debería ir coronado por pertenecer al reino de España y que en su interior debería aparecer la liebre en la dehesa (como símbolo de su condición serrana) flanqueada por dos miliarios que representarían a Mérida e Itálica por su pasado y presente ligado a la Vía de la Plata. 

## Cultura
La feria de las Pajanosas tiene lugar el último domingo del mes de agosto. Tiene su origen en las fiestas patronales en honor a la Patrona de las Pajanosas, Ntra. Sra. del Rosario. Estas fiestas tenían su origen en el mes de octubre, cuando se celebraba la novena, pero el mal tiempo en dichas fechas obligó en los 90 del siglo XX a cambiar las fiestas al mes de agosto. 